# کریستی رابینسون
کریستی رابینسون (انگلیسی: Christy Robinson؛ ۱۹۰۲ – ۱۹۵۴) بازیکن فوتبال اهل ایرلند بود.
از باشگاه‌هایی که در آن بازی کرده‌است می‌توان به باشگاه فوتبال بوهمیان اشاره کرد.